# Battersea Park
Battersea Park est un espace vert d'une surface de 83 hectares, situé dans le district de Battersea, dans le Borough londonien de Wandsworth, à Londres, sur la rive sud de la Tamise, face au quartier de Chelsea, situé sur la rive nord. Il fut inauguré en 1858.

## Histoire
Bien qu’aujourd’hui le lieu soit connu comme un endroit pour se défouler et se relaxer, où les Londoniens aiment sortir en famille, cela ne fut pas toujours le cas. 
La reine Victoria inaugura en 1858, les Battersea Fields, conçus par James Pennethorne, dans une zone qui était jusqu’alors un champ de bataille.
Le lieu est connu pour ses duels ; le plus célèbre y eut lieu en 1829, lorsque le duc de Wellington et le comte de Winchilsea s’y réunirent pour régler une question d’honneur.
Quelques années plus tard, en 1864, il accueillit pourtant le premier match de football appliquant les règles de la toute récente Association de football de Grande-Bretagne. C’est ainsi que le parc devint le foyer du Wanderers F.C.
Durant la Seconde Guerre mondiale, l’espace fut utilisé pour protéger Londres des attaques aériennes. Des abris y furent construits et on y installa un élevage porcin, ainsi que des cultures pour approvisionner la ville.
En 1951, le parc fut entièrement reconstruit, et ses installations furent agrandies.
Au début des années 2000, il connut une nouvelle rénovation jusqu’à devenir la véritable attraction que nous connaissons aujourd’hui, populaire aussi bien parmi les touristes que les Londoniens.
En 2011, une sculpture commémorant les 10 ans des événements du 11 septembre 2001 au World Trade Center à New York fut installée.
Toujours en 2011, Battersea Park accueillit le groupe britannique One Direction pour le tournage de leur troisième clip vidéo One Thing, aux alentours de la fontaine du bassin du parc. On peut apercevoir les quatre tours de la centrale électrique voisine, toujours dans le quartier de Battersea.  
Enfin, en 2012, le parc accueillit l’un des sept festivals gourmets nationaux, avec comme invités des chefs tels qu'Ed Baines ou Levi Roots.

## Installations présentes dans le parc
Comme tout parc londonien qui se respecte, Battersea Park possède de nombreux équipements, telles que The Bandstand, kiosque à musique situé à la croisée des principales allées du parc ; Boating Lake, lac abritant plusieurs espèces de poissons et d'oiseaux, et sur lequel on peut faire du bateau, d'où son nom ; Battersea Park Children's Zoo, parc zoologique principalement destiné, comme son nom l'indique, aux enfants ; The London Peace Pagoda, une pagode érigée en 1985 ; Battersea Evolution, une galerie d'événements ; Millenium Arena, un stade situé au nord-est, comprenant un terrain de football et une piste de course ; Battersea Park All Weather Sports Ground au sud-ouest, terrain réunissant des courts de tennis et une aire de jeu pour enfants, adaptée à tous les âges ; Go Ape Battersea Park, un parcours dans les arbres ; une fontaine ; une arche métallique d'une vingtaine de mètres de long ; de nombreux points de restauration ambulants. Ainsi, Battersea Park n'a rien à envier à ses confrères royaux, bien au contraire.